# أيوب طه
أيوب طه (أبو حجلة) أديب وكاتب وشاعر فلسطيني وأردني وُلد في بلدة بديا في محافظة نابلس عام 1933، وتوفي عام 2008.

## حياته
وُلد أيوب طه في بلدة بديا في محافظة نابلس في فلسطين عام 1933، وأنهى دراسته الثانوية في مدينة نابلس ثم التحق بكلية النجاح الوطنية في نابلس، ولكن سرعان ما انخرط في العمل السياسي والوطني عقب نكبة عام 1948 فشارك في معركة مجدل صادق في محافظة نابلس. استأنف أيوب طه بعد ذلك دراسته الثانوية في بغداد على نفقة الحكومة العراقية، ثم التحق بكلية الحقوق في جامعة بغداد، ولكنه تعرض للسجن وهو في السنة الرابعة بسبب نشاطه السياسي فتوقف عن الدراسة في جامعة بغداد، وانتقل إلى القاهرة حيث التحق بالدراسة في كلية الحقوق في جامعة القاهرة وتخرّج منها عام 1957.

## مسيرته الأدبية
عمل أيوب طه في الإذاعة الأردنية حتى عام 1963، ثم عمل في ديوان الموظّفين في الكويت، ثم مارس العملي الصحفي فكتب على صفحات مجلة رسالة الأردن حتى عام 1966، وترأسَ تحرير مجلّة الموظف الكويتية، ثم عمل في الإذاعة السعودية في الرياض، وفي عام 1968 انتقل إلى مدينة دبَي في الإمارات العربية المتحدة حيث عمل في التجارة.

## مؤلفاته
نشر أيوب طه العديد من المؤلفات التي تنوعت ما بين الدواوين الشعرية والمجموعات القصصية، ويوضح الجدول التالي أهمّ مؤلفاته:
| سنة النشر | اسم الكتاب   | النوع        |
| --------- | ------------ | ------------ |
| 1961      | شتاء ونار    | شعر          |
|           | الرمل الدافئ | شعر          |
|           | العقد        | مجموعة قصصية |

## وفاته
توفي أيوب طه في عام 2008.